# Молагавита
Молагавита (исп. Molagavita) — город и муниципалитет в северо-восточной части Колумбии, на территории департамента Сантандер. Входит в состав провинции Гарсия-Ровира.

## История
Поселение, из которого позднее вырос город, было основано доньей Каталиной Фахардо 15 марта 1709 года.

## Географическое положение

Муниципалитет Молагавита

Город расположен в восточной части департамента, в горной местности Восточной Кордильеры, к западу от реки Негро, на расстоянии приблизительно 56 километров к юго-востоку от города Букараманги, административного центра департамента. Абсолютная высота — 2173 метра над уровнем моря.
Муниципалитет Молагавита граничит на севере с территорией муниципалитета Сан-Андрес, на западе — с муниципалитетами Курити и Моготес, на юго-западе — с муниципалитетом Сан-Хоакин, на юге — с муниципалитетом Онсага, на востоке — с муниципалитетом Сан-Хосе-де-Миранда, на северо-востоке — с муниципалитетом Малага, на юго-востоке — с территорией департамента Бояка. Площадь муниципалитета составляет 197 км².

## Население
По данным Национального административного департамента статистики Колумбии, совокупная численность населения города и муниципалитета в 2015 году составляла 5193 человека.
Динамика численности населения муниципалитета по годам:
| 2005 | 2006 | 2007 | 2008 | 2009 | 2010 | 2011 | 2012 | 2013 | 2014 | 2015 |
| ---- | ---- | ---- | ---- | ---- | ---- | ---- | ---- | ---- | ---- | ---- |
| 5764 | 5686 | 5632 | 5567 | 5512 | 5454 | 5401 | 5342 | 5292 | 5226 | 5193 |

Согласно данным переписи 2005 года мужчины составляли 51,8 % от населения Молагавиты, женщины — соответственно 48,2 %. В расовом отношении белые и метисы составляли 99,98 % от населения города; негры, мулаты и райсальцы — 0,02 %.
Уровень грамотности среди всего населения составлял 86,7 %.

## Экономика
Основу экономики Молагавиты составляет сельское хозяйство.
44,9 % от общего числа городских и муниципальных предприятий составляют предприятия сферы обслуживания, 43,5 % — предприятия торговой сферы, 10,9 % — промышленные предприятия, 0,7 %— предприятия иных отраслей экономики.